# Leinburg
Leinburg è un comune tedesco di 6 440 abitanti, situato nel land della Baviera.